# Джильберто Крепакс
Джильберто Крепакс (італ. Gilberto Crepax; 3 серпня 1890, Доло — 8 грудня 1970, Мілан) — італійський віолончеліст. Батько відомого італійського художника-графіка Гвідо Крепакса.

## Біографія
Закінчив Венеціанську консерваторію. Відомий, в основному, як ансамблевий музикант. Виступав у складі тріо спершу разом з піаністом Меціо Агостіні і скрипалем Маріо Корті, потім — з піаністом Гвідо Агості і своїм молодшим братом скрипалем Аттіліо Крепаксом (1896—1962), і нарешті, з піаністом Карло Відуссо і скрипалем Мікеланджело Аббадо (в зв'язку з цим тріо Клаудіо Аббадо, син Мікеланджело, згадує, що ввібрав разом з молоком матері музику Шуберта, Брамса і Бетховена). У 1928 р. Крепакс виконав прем'єру Сонати для віолончелі та фортепіано Альфредо Казелли, разом з автором. Крім того, в 1920-і рр. Крепакс був першою віолончеллю в оркестрі театру Ла Скала під керуванням Артуро Тосканіні і брав участь в його американському турне.
У 1910–1920 рр. викладав в Пармській консерваторії, а потім протягом багатьох років в Міланській консерваторії, де серед його учнів були, зокрема, Массімо Амфітеатров і Антоніо Янігро. Підготував видання ряду творів Луїджі Боккеріні.